# La Vallée heureuse (La Réunion)
La Vallée Heureuse est un jardin ancien de l'île de La Réunion, département d'outre-mer français dans le sud-ouest de l'océan Indien. Située allée Félicien-Vincent, au Brûlé de Saint-Denis, elle est inscrite au titre des Monuments historiques depuis le 26 janvier 2012.

## Annexe